# Tessaria
Tessaria es un género con 19 especies descritas y de estas, solo 5  aceptadas, perteneciente a las Asteraceae, a veces considerado en Pluchea. Resiste una variedad de ambientes riparios, ruderales y de suelos de alta salinidad. Con características anatómicas peculiares de adaptación a ambientes halofitos, v.g. láminas foliares isolaterales, moderada suculencia y pelos glandulares.

## Distribución
Tessaria absinthioides se encuentra en una amplia zona de América del Sur que incluye el norte y centro de Chile, norte de Argentina, sur del Perú y Bolivia, Paraguay y Uruguay. En Chile se le puede encontrar desde la Región de Arica y Parinacota hasta la Región del Biobío, siendo más abundante en la zona central de Chile.

## Vernáculos
Tessaria absinthioides: sorona, brea, soroma, chilquilla, pájaro bobo.

## Taxonomía
El género fue descrito por Ruiz et Pavón y publicado en  Florae Peruvianae, et Chilensis Prodromus 112, t. 24, center. 1794.

## Especies
- Tessaria absinthioides (Hook. & Arn.) DC.
- Tessaria ambigua DC.
- Tessaria dodoneifolia (Hook. & Arn.) Cabrera
- Tessaria fastigiata (Griseb.) Cabrera
- Tessaria integrifolia Ruiz & Pav.